# Szárász, Baranya
Szárász este un sat în districtul Komló, județul Baranya, Ungaria, având o populație de 41 de locuitori (2011). 

## Demografie
Componența etnică a satului Szárász
     Maghiari (100%)
Componența confesională a satului Szárász
     Romano-catolici (60,98%)
     Reformați (12,2%)
     Necunoscută (26,83%)
Conform recensământului din 2011, satul Szárász avea 41 de locuitori. Din punct de vedere etnic, majoritatea locuitorilor (100,0%) erau maghiari.  Din punct de vedere confesional, majoritatea locuitorilor (60,98%) erau romano-catolici, cu o minoritate de reformați (12,2%). Pentru 26,83% din locuitori nu este cunoscută apartenența confesională.